# 有田恵人
有田 恵人（ありた けいと、2002年1月24日 - ）は、神奈川県川崎市出身のプロサッカー選手。Jリーグ・ベガルタ仙台所属。ポジションはミッドフィールダー。

## 来歴

### プロ入り前
U-18在籍時の2019シーズンには、宮城天とともにトップチームに2種登録された。アカデミー卒業後は川崎OBの中村憲剛もいた中央大学に進学を決意。そこではフィジカル面の大切さに気付いて選手としての幅を広げてプロ入りを実現。
2023年11月、翌シーズンの仙台への加入内定が発表された。

### ベガルタ仙台
持ち前のスピードと運動量で徐々に信頼を勝ち取り、中盤戦からは先発の機会も増えた。

## 所属クラブ
- BOA中野SC（川崎市立今井小学校）
- 東住吉SC 兼 川崎フロンターレサッカースクール（川崎市立今井小学校）
- 川崎フロンターレU-12（川崎市立今井小学校）
- 2014年 - 2016年 川崎フロンターレU-15（川崎市立今井中学校）
- 2017年 - 2019年 川崎フロンターレU-18（文教大学付属高等学校）
  - 2019年  川崎フロンターレ（2種登録選手）
- 2020年 - 2023年 中央大学
- 2024年 -  ベガルタ仙台

## 個人成績
| 国内大会個人成績 | 国内大会個人成績 | 国内大会個人成績 | 国内大会個人成績 | 国内大会個人成績 | 国内大会個人成績 | 国内大会個人成績 | 国内大会個人成績 | 国内大会個人成績 | 国内大会個人成績 | 国内大会個人成績 | 国内大会個人成績 |
| 年度             | クラブ           | 背番号           | リーグ           | リーグ戦         | リーグ戦         | リーグ杯         | リーグ杯         | オープン杯       | オープン杯       | 期間通算         | 期間通算         |
| 年度             | クラブ           | 背番号           | リーグ           | 出場             | 得点             | 出場             | 得点             | 出場             | 得点             | 出場             | 得点             |
| 日本             | 日本             | 日本             | 日本             | リーグ戦         | リーグ戦         | リーグ杯         | リーグ杯         | 天皇杯           | 天皇杯           | 期間通算         | 期間通算         |
| ---------------- | ---------------- | ---------------- | ---------------- | ---------------- | ---------------- | ---------------- | ---------------- | ---------------- | ---------------- | ---------------- | ---------------- |
| 2019             | 川崎             | -                | J1               | 0                | 0                | 0                | 0                | -                | -                | 0                | 0                |
| 2024             | 仙台             | 23               | J2               | 12               | 0                | 1                | 0                | 1                | 0                | 14               | 0                |
| 2025             | 仙台             | 23               | J2               |                  |                  |                  |                  |                  |                  |                  |                  |
| 通算             | 日本             | 日本             | J1               | 0                | 0                | 0                | 0                | 0                | 0                | 0                | 0                |
| 通算             | 日本             | 日本             | J2               | 12               | 0                | 1                | 0                | 1                | 0                | 14               | 0                |
| 総通算           | 総通算           | 総通算           | 総通算           | 12               | 0                | 1                | 0                | 1                | 0                | 14               | 0                |

- 2019年は2種登録選手

出場歴
- 公式戦初出場 - 2024年3月2日 明治安田J2 第2節 vs V・ファーレン長崎（トランスコスモススタジアム長崎）

## 代表・選抜歴
- U-17日本代表
  - UAE遠征（2018年）
  - チリ遠征、アルゼンチン遠征（2019年）